# Marnardal
Marnardal is een dorp in de  gemeente Lindesnes in  fylke Agder. Tot 2020 was het tevens een zelfstandige gemeente die deel uitmaakte van de provincie Vest-Agder. In dat jaar fuseerde de gemeente, samen met Mandal en Lindesnes. 
De gemeente grenst aan Lindesnes en Audnedal in het westen, aan Aust-Agder in het noorden, aan Vennesla en Songdalen in het oosten en aan Mandal en Sogne in het zuiden. Op 1 april 2013 telde Marnardal 2.285 inwoners
De gemeente werd gevormd in 1964 uit de samenvoeging van de vroegere gemeenten Laudal, Øyslebø en het grootste deel van Bjelland. 

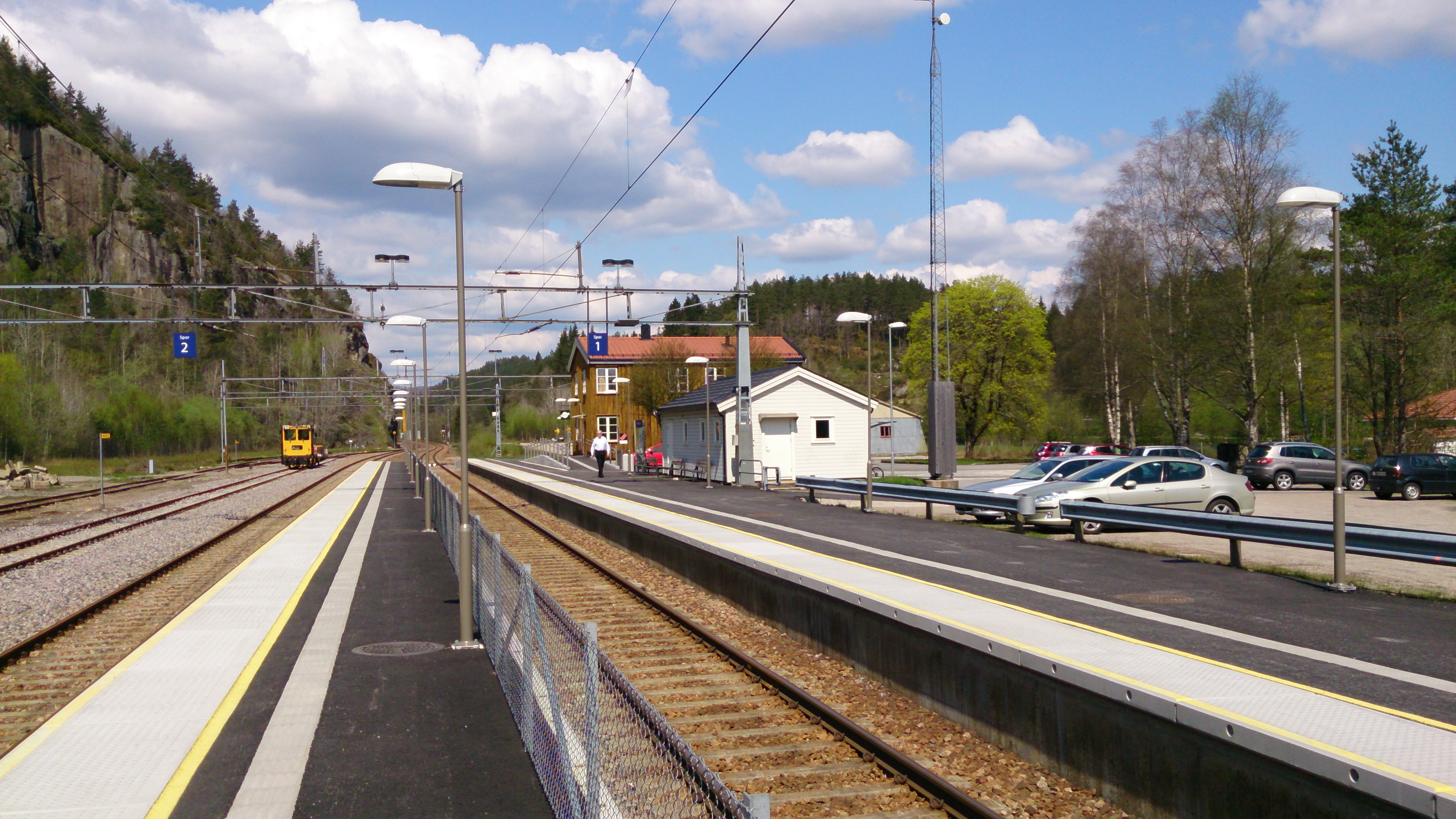
Station Marnardal

De gemeente had geen duidelijk centrum. Het bestuur was gevestigd in het dorp Heddeland. In zowel Breland als het dorp Marnardal is een spoorwegstation aan Sørlandsbanen, de spoorlijn tussen Kristiansand en Stavanger.
Åseral · Audnedal · Farsund · Flekkefjord · Hægebostad · Kristiansand · Kvinesdal · Lindesnes · Lyngdal · Mandal · Marnardal · Sirdal · Søgne · Songdalen · Vennesla

Gemeenten in de provincie bij de opheffing op 1 januari 2020